# Hilda Paredes
Pour les articles homonymes, voir Paredes.
Hilda Paredes (née en 1957 à Tehuacán) est une compositrice mexicaine de musique contemporaine. Installée à Londres, elle est mariée au violoniste Irvine Arditti du Quatuor Arditti.

## Biographie
Hilda Paredes naît à Tehuacán dans l'état de Puebla au Mexique, où elle étudie le piano et la flûte. À l'âge de vingt-et-un ans, elle part à Londres pour continuer ses études universitaires et pour travailler avec trégularité comme flûtiste. Elle fait des arrangements de musique populaire et de musique classique avec divers ensembles. À cette époque, elle commence à écrire ses propres compositions.
En tant qu'étudiante, elle suit les cours de master spécialisé au Dartington College of Arts, où elle étudie auprès de Peter Maxwell Davies et Richard Rodney Bennett. Après qu'elle reçoit son diplôme à la Guildhall School of Music and Drama, elle obtient un master en arts de la City University de Londres et elle termine un doctorat en philosophie à l'Université de Manchester.
Son travail avec des chorégraphes l'amène à recevoir le prix de musique pour danse du Conseil des arts de Grande Bretagne en 1988.
Peu de temps après sa participation au projet d'opéra d'aventure de jardin à Dartington, elle termine son premier opéra de chambre intitulé La séptima semilla, sorti chez Mode Records.
Hilda Paredes continue de s'impliquer dans la vie musicale de son pays natal, en donnant des cours à l'université nationale autonome du Mexique, en produisant de la musique nouvelle à la radio et en travaillant avec l'Orquesta de Baja California, et en adaptant des chants traditionnels d'Espagne et du Mexique.
Hilda Paredes vit toujours à en Londres, comme compositrice indépendante. Elle a enseigné la composition à l'université de Manchester, à l'université de Californie à San Diego, de même qu'au Mexique, en Espagne et au Centre Acanthes en France. Elle a été le professeur en visite Darius Milhaud de 2007 au Mills College aux États-Unis,.
Son deuxième opéra de chambre, El palacio imaginado, commandé par Musik der Jahrhunderte, l'English National Opera et le Festival d'arts et d'idées de New Haven, a été bien reçu des deux côtés de l'Atlantique.